# Gerhard Kallen
Franziskus Gerhardus Antonius Kallen (* 6. Mai 1884 in Neuss; † 26. Januar 1973 ebenda) war ein deutscher Historiker. Er bekleidete Lehrstühle für Mittelalterliche Geschichte an den Universitäten Münster (1925–1927) und Köln (1927–1953).

## Leben und Wirken
Gerhard Kallen entstammte der Oberschicht des rheinischen Katholizismus. Er ging aus einer vermögenden Bauern- und Hofbesitzerfamilie hervor. Auf dem „Kallenhof“, der sich am Westrand des Neusser Stadtgebietes befindet, wurde er 1884 geboren. Das Abitur legte er 1902 am humanistischen Gymnasium in Neuss ab.
Seit 1902 absolvierte er ein Studium der Geschichte, Philosophie und Geographie an der Universität Innsbruck und von 1903 bis 1909 an der Universität Bonn. Seine wichtigsten akademischen Lehrer waren Friedrich von Bezold, Aloys Schulte und Ulrich Stutz. Er wurde 1907 promoviert mit der von Schulte betreuten Arbeit Die oberschwäbischen Pfründen des Bistums Konstanz und ihre Besetzung (1275–1508). Die erste Staatsprüfung für den höheren Schuldienst bestand Kallen 1909. Für ein Jahr bearbeitete er die Statuten des alten Kölner Domkapitels vom 12. bis zum 18. Jahrhundert. Anschließend ging er in den Schuldienst. Von 1912 bis 1914 war Kallen Assistent von Stutz an der Universität Bonn. Zugleich absolvierte er ein juristisches Zweitstudium. Seit November 1914 war Kallen als Infanterist an der Westfront stationiert. Im September 1915 geriet er als Leutnant der Reserve in französische Kriegsgefangenschaft. Erst im Sommer 1919 konnte er nach Deutschland zurückkehren. Die lange Kriegsgefangenschaft und die Erfahrungen der französischen Besetzung der Rheinlande waren für Klaus Pabst entscheidend, dass Kallen eine tiefe Abneigung gegen Frankreich entwickelte. Nachträglich wurde er mit dem Eisernen Kreuz geehrt.
Seit 1920 war er im Schuldienst tätig und unterrichtete bis 1925 als Studienrat an der Oberrealschule in Neuss. 1923 erfolgte bei Schulte seine Habilitation mit der Arbeit Bistumsgut und Kapitelsgut bis zum XI. Jahrhundert und ihre Begehungen zur Kirchenreform Ludwigs des Frommen. Ein Jahr später bestand Kallen die juristische Doktorprüfung. 1924/25 war er als Privatdozent an der Universität Bonn tätig. Von 1925 bis 1927 lehrte Kallen als ordentlicher Professor für mittlere und neuere Geschichte in Münster. Im Jahr 1926 wurde er zum ordentlichen Mitglied der Historischen Kommission für Westfalen gewählt, aus der er 1945 ausschied. Seit 1927 war Kallen Professor als Nachfolger Justus Hashagens in Köln. Kallen konnte die Seminarbibliothek vor allem auf dem Gebiet der rheinischen Landesgeschichte deutlich ausbauen. Vergeblich blieb aber sein Anliegen einer „Kölner Archivschule“, in der die Quellenbestände des Historischen Seminars, der Universitäts- und Stadtbibliothek sowie des Historischen Archivs unter seiner Leitung gebündelt werden sollten. Von 1927 bis 1958 war Kallen als Nachfolger von Joseph Hansen Vorsitzender der Gesellschaft für Rheinische Geschichtskunde. 1934/1935 übernahm er das Amt des Dekans der Philosophischen Fakultät an der Universität Köln. Im Jahr 1943 wurde er Mitglied der Heidelberger Akademie der Wissenschaften.
Kallen wurde nicht Mitglied der NSDAP. Er trat aber in die SA ein und war Mitglied der NS-Volkswohlfahrt, des Kampfbundes für deutsche Kultur und des NS-Lehrerbundes. Seit 1933 passte Kallen seine Publikationen an das NS-Regime an. Er veröffentlichte zahlreiche Aufsätze in den Rheinischen Blättern, dem Publikationsorgan von Alfred Rosenbergs Kampfbund für deutsche Kultur. Joseph Görres verstand Kallen 1934 in einem Beitrag für die Rheinischen Blätter als eine Art Vorläufer der nationalsozialistischen Revolution. Nikolaus von Kues interpretierte er 1937 als Erzieher der Nation im Sinne eines machtvollen Reiches. Seine Zustimmung zum Dritten Reich drückte er in seinem Beitrag Rheinische Geschichte bis zum Zusammenbruch des zweiten Reiches aus: Nach den „zersetzenden Auswirkungen“ des Parteiwesens, dem „Schlamm-Meer des Parlamentarismus“ sei schließlich das „Wunder“ geschehen, die „Wiedergeburt der deutschen Seele“. Im letzten Kriegsjahr beteiligte sich Kallen an der Aktion Ritterbusch, dem Kriegseinsatz der Geisteswissenschaften ab 1940. Seine Arbeiten aus der zweiten Hälfte der NS-Zeit zeigen nach Klaus Pabst eine gemäßigtere Sichtweise und widersprachen teilweise auch dem vom NS-Staat favorisierten Geschichtsbild. In seiner Kölner Universitätsrede aus dem Jahr 1943 verteidigte er Friedrich Barbarossas Italienpolitik gegenüber der zeittypischen Kritik einer Vernachlässigung der deutschen Ostkolonisation. Auch seine letzte Veröffentlichung über Nikolaus von Kues in der Historischen Zeitschrift verzichtete auf Anspielungen zum NS-Regime.
Von der britischen Militärregierung wurde er am 24. Oktober 1946 seines Amtes enthoben. Der Entnazifizierungsausschuß der Kölner Universität stufte ihn als „Mitläufer“ ein. In der Berufung wurde er vom Hauptausschuss in der Kategorie V als „entlastet“ eingeordnet. Seit 1947 konnte er vertretungsweise seinen früheren Lehrstuhl wieder übernehmen. 1948 wurde er in seinem Lehrstuhl wieder eingesetzt. 1952 wurde er emeritiert. Kallen lehrte aber bis zur Berufung seines Nachfolgers Theodor Schieffer 1954 weiter an der Kölner Universität. Als akademischer Lehrer betreute er in Münster zwei und in Köln 70 Dissertationen. Bedeutende akademische Schüler waren Elisabeth Darapsky, Hans Martin Klinkenberg und Erich Meuthen. Die letzten Lebensjahre verbrachte Kallen in Neuss. Er blieb unverheiratet und hatte keine Kinder. Auf dem Neusser Hauptfriedhof ist er begraben.
Kallen widmete sich schwerpunktmäßig Nikolaus von Kues. Die von Kallen 1928 begonnene Edition seiner kirchenpolitisch bedeutsamen frühen Schrift Concordantia catholica konnte er vierzig Jahre später zum Abschluss bringen. In den Jahren 1939 und 1941 gab Kallen die ersten beiden Bücher der Schrift heraus. Für die Gesellschaft für Rheinische Geschichtskunde gab er seit 1952 den „Niederrheinischen Städteatlas“ heraus. Der Aachener Geschichtsverein und der Verein für geschichtliche Landeskunde der Rheinlande wählten ihn zum Vorstands- oder Ehrenmitglied. Zum 70. Geburtstag wurde ihm mit dem Titel Aus Mittelalter und Neuzeit eine Festschrift gewidmet. Zum 80. Geburtstag sind zehn ausgewählte Aufsätze im Band Probleme der Rechtsordnung in Geschichte und Theorie zu einer Ehrengabe vereinigt worden.

## Diskussion über Kallens Rolle im Nationalsozialismus
In den Nachrufen auf Gerhard Kallen wurden problematische Aspekte seines Wirkens im Nationalsozialismus nach Einschätzung von Klaus Pabst mit Stillschweigen übergangen oder beschönigend geschildert.
Die deutsche Geschichtswissenschaft begann sich erst sehr spät mit der Rolle einiger prominenter Historiker in der NS-Zeit kritisch auseinanderzusetzen. Dieser Umstand löste 1998 auf dem Frankfurter Historikertag heftige Debatten aus. Die stärkste Beachtung fand die Sektion „Deutsche Historiker im Nationalsozialismus“ am 10. September 1998, die von Otto Gerhard Oexle und Winfried Schulze geleitet wurde. Trotz dieser neu aufgebrochenen Diskussion fehlt Kallen in den Untersuchungen zur Geschichtswissenschaft im Nationalsozialismus.
Das Bild von Kallens Verwicklungen in den Nationalsozialismus bleibt bis heute umstritten, da wohl kein verwertbarer persönlicher Nachlass vorhanden ist. Frank Golczewski (1988) stufte ihn zwar als in der NS-Zeit „durchaus linientreu“ ein. Er hielt ihn jedoch ansonsten für „politisch unauffällig“. Für Ursula Wolf (1996) war Kallen ein „Anhänger des Nationalsozialismus“. Nach Wolf lassen sich seine über Jahre wiederholten Bekenntnisse zum Nationalsozialismus, seinen Wertvorstellungen und seiner Politik nicht in den Bereich „Anpassung“ einordnen. Klaus Papst (2003) stufte ihn als „aktiven bürgerlichen Mitläufer“ ein, der „mit vielen Zielen des NS-Systems und seinen politischen Methoden durchaus einverstanden war, damit aber unvermeidlich auch dessen übrigen Absichten dient“. Nach Anne Christine Nagel (2005) gehörte Kallen zu den wenigen Mediävisten, die sich auf Dauer politisch im Hintergrund hielten oder gar eine gewisse Distanz zum Regime wahrten.

## Schriften (Auswahl)
- Ein Schriftenverzeichnis erschien in: Josef Engel, Hans Martin Klinkenberg (Hrsg.): Aus Mittelalter und Neuzeit. Gerhard Kallen zum 70. Geburtstag dargebracht von Kollegen, Freunden und Schülern. Hanstein, Bonn 1957, S. 387–389.

- Die oberschwäbischen Pfründen des Bistums Konstanz und ihre Besetzung (1275–1508). Ein Beitrag zur Pfründengeschichte vor der Reformation (= Kirchenrechtliche Abhandlungen. H. 45/46). Enke, Stuttgart 1907.
- Aeneas Silvius Piccolomini als Publizist in der epistola de ortu et auctoriate Imperii Romani. DVA, Stuttgart 1939.
- mit Hermann Schmitz, Bruno Küske: Neuss in Geschichte und Wirtschaft. Angermund 1947.